# Docteur Teyran
Docteur Teyran est une mini-série française, en trois épisodes réalisée par Jean Chapot et diffusée à partir du 30 décembre 1980 sur TF1.

## Synopsis
Chirurgien cardiologue de grande renommée, Jean Teyran vit place des Vosges à Paris avec son épouse Michèle, une intellectuelle, sa fille Sylvie et son fils Jean-Claude, tous deux étudiants. Jean-Claude informe son père que Sylvie entretient une liaison qui lui fait délaisser ses études. La jeune femme indique à Teyran qu'elle fréquente un homme d'un autre milieu, aisé, âgé de 34 ans.
Teyran charge le détective Larcher de découvrir l'identité de celui-ci : il s'agit d'un gérant de boîte de nuit au casier judiciaire chargé, Boris Valberg. Sylvie connaît le passé de cet homme qui songe à changer d’existence et se montre prête à quitter la France avec lui. Perturbé par cette rébellion qui bouleverse l’équilibre de sa vie comme de son métier, Teyran en vient à tuer l'amant de sa fille.

## Fiche technique
- Réalisation : Jean Chapot
- Scénario : Roger Sullivan et Jean Chapot
- Photographie : Gilbert Sandoz
- Musique : Claude Bolling
- Durée : 3 fois 90 minutes (270 minutes)
- Pays :  France
- Date de diffusions :
  - 30 décembre 1980 sur TF1 (premier épisode : "Le meurtre")
  - 1er janvier 1981 sur TF1 (deuxième épisode "L'enquête")
  - 2 janvier 1981 sur TF1 (troisième épisode "Le procès")

## Distribution
- Michel Piccoli : le docteur Jean Teyran
- Nadine Alari : Michèle Teyran
- Pascale Bardet : Sylvie Teyran
- Jean-Marc Thibault : Raymond Carmel
- Philippe Deplanche : Jean-Claude Teyran
- Féodor Atkine : Boris Valberg
- Maurice Jacquemont : le père de Jean Teyran
- Alain Doutey : Larcher
- Geneviève Fontanel : Andréa
- Raymond Pellegrin : le commissaire Torigny
- Samson Fainsilber : Poncin
- Henri Marteau : l'inspecteur Maneaud
- Ginette Garcin : Ginette
- Paul Le Person : l'avocat général
- Sophie Agacinski : Laura
- Michel Auclair : Axel Thor
- Nicolaï Arutene : le chauffeur de Torigni
- Christian Baltauss : le jeune médecin
- Maurice Baquet : l'inconnu
- Serge Bento : Castelet
- Alain Bernhard : le jeune homme du golf
- Rosine Cadoret : Arlette
- Odile Courtois : l'étudiante
- Claude Dereppe : le commissaire
- Pierre Devilder : le gardien d'immeuble
- Renée Duncan : la gardienne d'immeuble
- Michel Duplaix : le greffier
- Huguette Faget : la dame du pavillon
- Jean-Paul Frankeur : Laurent
- Monique Garnier : Françoise
- Raoul Guillet : le médecin âgé
- Nelly Kaplan : Dora
- Gérard Laureau (de) : Pierrot
- Yvonne Legrand : la gouvernante
- Patrick Messe : le monteur vidéo
- Renée Moign : Denise
- Robert Party : le président
- Michel Pilorgé : Matuelle
- Paul Rieger : Léo
- Gérard Sergues : l'évêque
- Caroline Trenit : la femme de ménage
- Louise Chevalier
- Jean Lescot
- Bernard Mateu
- Jacques Serres : Beauvais